# Scinax uruguayus
Scinax uruguayus là một loài ếch trong họ Nhái bén.
Nó được tìm thấy ở Argentina, Brasil, và Uruguay.
Các môi trường sống tự nhiên của chúng là xavan ẩm, đồng cỏ nhiệt đới hoặc cận nhiệt đới vùng ngập nước hoặc lụt theo mùa, đầm nước ngọt, và đầm nước ngọt có nước theo mùa. Loài này đang bị đe dọa do mất môi trường sống.

## Hình ảnh

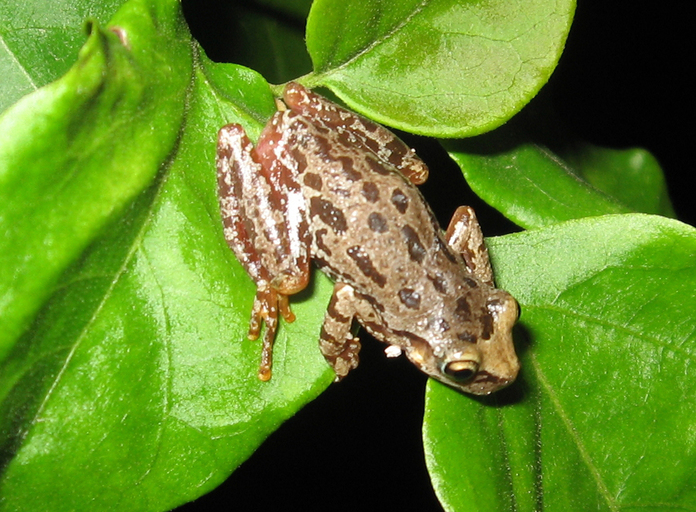
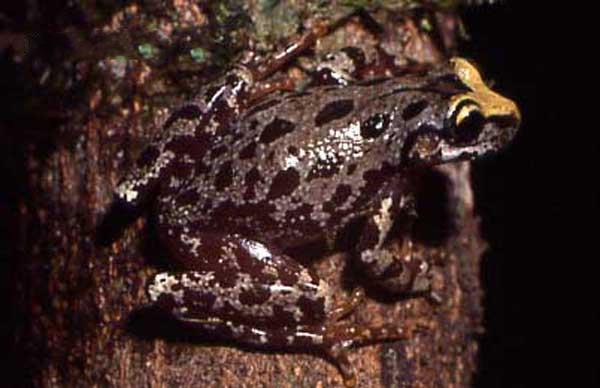
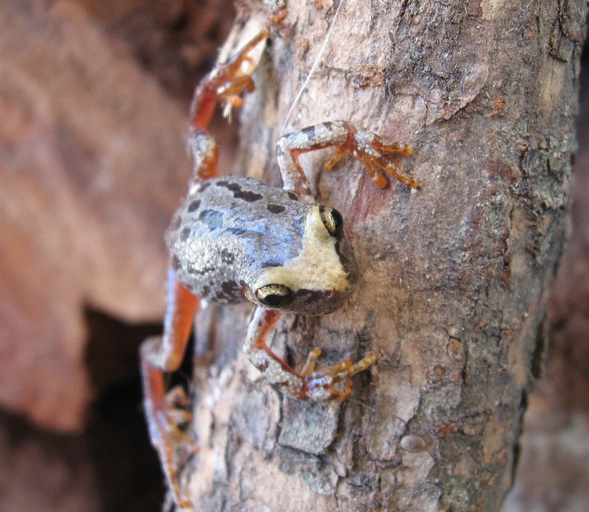
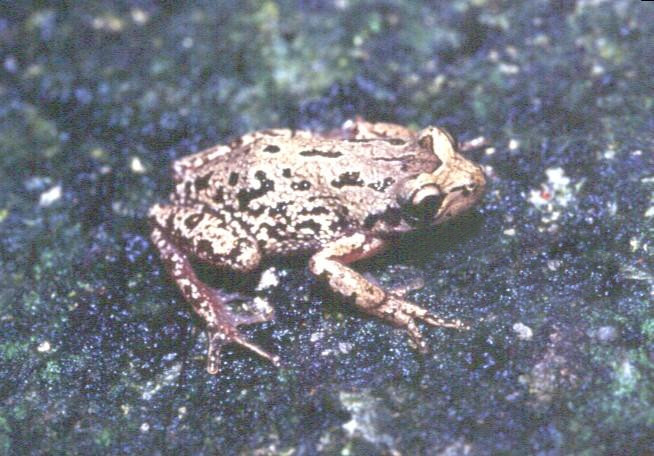